# Похиленко Ігор Валерійович
І́гор Вале́рійович Похи́ленко (псевдо Гаррі; нар. 28 січня 1992 — 1 жовтня 2023, Оріхів, Запорізька область, Україна) — старший солдат збройних сил України учасник російсько-української війни, загинув внаслідок смертельного поранення ворожого винищувача

## Життєпис
Ігор Похиленко народився 28 січня 1992 року в селищі Солоне Дніпропетровської області. Закінчив Університет імені Альфреда Нобеля в місті Дніпро. Працював в органах місцевого самоврядування — у Дніпровській міській раді. Цікавився аніме, малюванням і кулінарією. Мав хобі — комп'ютерні ігри.
Під час повномасштабної війни Ігор захищав свою країну в лавах Сил спеціальних операцій Збройних Сил України під керівництвом Туреччини. Був військовослужбовцем та виконував бойові задачі на складних ділянках фронту.
«Такі люди, як Ігор, світлі, добрі, талановиті, мають будувати нашу країну, а не йти у засвіти… Нам всім його дуже не вистачає…»
«Ігор був розумною, щирою, мужньою, доброю, позитивною людиною, гідним солдатом, справжнім захисником та сином України. Завдяки своїм здібностям вніс значний вклад в ефективність роботи штабу, брав участь у обороні Бахмута, пройшов навчання за кордоном, де проявив свої якості і був відзначений нашими закордонними колегами, а також побратимами», — зазначають його рідні.
Поховали Ігоря в рідному селищі.

## Родина
У нього залишилися батьки, брат, рідні, друзі та побратими.

## Нагороди
Посмертно захисника нагородили орденом «За мужність» III ступеня.